# Drosoulites

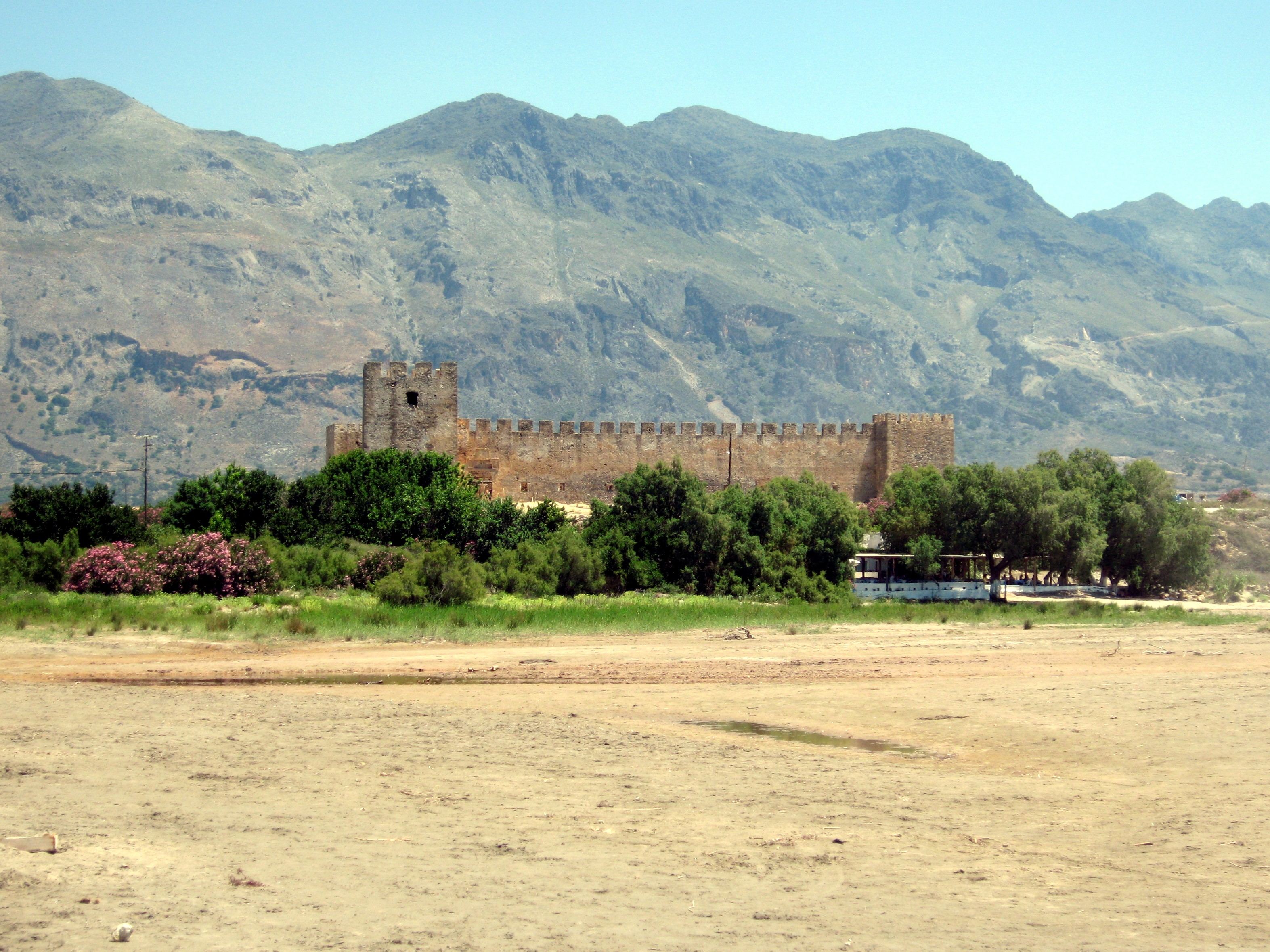
Frangokastello

Termenul Drosoulites (greacă: Δροσουλίτες, cu sensul de Oamenii din Rouă) se referă la o serie îndelungată de viziuni observate de locuitorii din jurul castelului Frangokastello din regiunea Sfakia din Creta (Grecia). Despre fenomen se zvonește ca ar fi vizibil în fiecare an, la aniversarea bătăliei de la Frangokastello (care a avut loc la 17 mai 1828) sau chiar la începutul lunii iunie în aporpierea unui mic sat din sudul Cretei.
Numele acestor apariții are de a face cu aspectul lor, fiind asemănători cu roua de dimineață. Tradiția locală conectează fenomenul cu decesele care au avut loc în  bătălia de la Frangokastello care a avut loc în zonă, în mai 1828, între localnici rebeli și armata turcă. Explicațiile științifice cele mai acceptate consideră că acest fenomen este un miraj sau o iluzie.

## Legături externe
- Intre stiinta si lumea de dincolo: Mirajele, Formula AS